# Liste von sowjetischen und russischen Fliegerbomben
Die Liste von sowjetischen und russischen Fliegerbomben gibt eine Übersicht über Bomben und Explosionswaffen aus sowjetischer oder nachfolgender russischer Fertigung, die regulär mittels Flugzeugen oder anderer Luftfahrzeuge zum Einsatz gebracht werden und deshalb auch als Abwurfmunition oder Fliegerbombe bezeichnet werden.

## Namengebung
Die Nomenklatur oder Typenkennung von Bomben aus der Sowjetunion oder Russland setzt sich in der Regel aus drei bis vier Bestandteilen zusammen.
Die Bezeichnungen wurden nicht immer einheitlich vergeben. Nachfolgend ein Beispiel zur Bezeichnung FAB-250M-46:
- Bombentyp (z. B. FAB)
- Kaliber (z. B. 250)
- Einführungsjahr (z. B. M-46 für 1946)
  - Masse (z. B. 2600)
  - weitere Hinweise wie
    - т (T) = Hitzebeständig
    - тс (TS) = dickwandig
    - сч (stsch) = Stahlgusseisen
    - сл (sl) = Stahlguss

### Bezeichnungen
| russ. Abk.    | lateinische Schrift Abk. | Bedeutung                                 |
| ------------- | ------------------------ | ----------------------------------------- |
| ФАБ           | FAB                      | hochexplosive Bombe                       |
| ОФАБ          | OFAB                     | hochexplosive Splitterbombe               |
| ОФЗАБ         | OFZAB                    | hochexplosive Splitterbrandbombe          |
| ОАБ АО ШОАБ   | OAB AO SchOAB            | Splitterbombe                             |
| ЗАБ/ЗАРП      | ZAB/ZARP                 | Brandbombe                                |
| ЗБ            | ZB                       | Brandtank                                 |
| ОДАБ          | ODAB                     | Aerosolbombe                              |
| ФАБ-ТС КАБ-Пр | FAB-TS KAB-Pr            | durchdringende hochexplosive Bombe        |
| БетАБ         | BetAB                    | Betonsprengbombe                          |
| БрАБ          | BrAB                     | panzerbrechende Bombe                     |
| ПТАБ          | PTAB                     | Panzerabwehrbombe                         |
| ПЛАБ МПЛАБ ГБ | PLAB MPLAB GB            | Wasserbombe                               |
| ХАБ ХБ        | ChAB ChB                 | Chemische Bombe                           |
| АЖ            | ASch                     | chemische Ampullenbombe                   |
| КрАБ-яд       | KrAB-jad                 | rauchende Fliegerbombe mit giftigem Rauch |
| АОХ           | AOCh                     | chemische Splitterbombe                   |
| КАБ           | KAB                      | Lenkbombe                                 |
| РБК           | RBK                      | Einwegstreubombe                          |
| РБС           | RBS                      | einmaliges Bombenbündel                   |

### Hilfs- und Spezialfunktionen
| russ. Abk. | lateinische Schrift Abk. | Bedeutung                 |
| ---------- | ------------------------ | ------------------------- |
| САБ        | SAB                      | leuchtend (Beleuchtung)   |
| ДАБ        | DAB                      | Rauch                     |
| ИАБ        | IAB                      | Simulation                |
| АСК        | ASK                      | Flugrettungskassette      |
| МГАБ       | MGAB                     | Meeres-Hydroakustik       |
| АСП        | ASP                      | Flugzeug-Feuerlöschmittel |
| АгитАБ     | AgitAB                   | Agitation                 |
| П ПАБ      | P PAB                    | praktisch                 |
| M          | M                        | Ziel                      |
| УПЛАБ      | UPLAB                    | U-Boot-Abwehrtraining     |
| ФотАБ      | FotAB                    | fotografisch              |
| НОСАБ      | NOSAB                    | Nachtorientierungssignal  |
| ДОСАБ      | DOSAB                    | Tagorientierungssignal    |
| ОМАБ-Д     | OMAB-D                   | Tagmeeresorientierung     |
| ОМАБ-Н     | OMAB-N                   | Nachtmeeresorientierung   |

## Modelle und Typen

### Hochexplosive Bomben

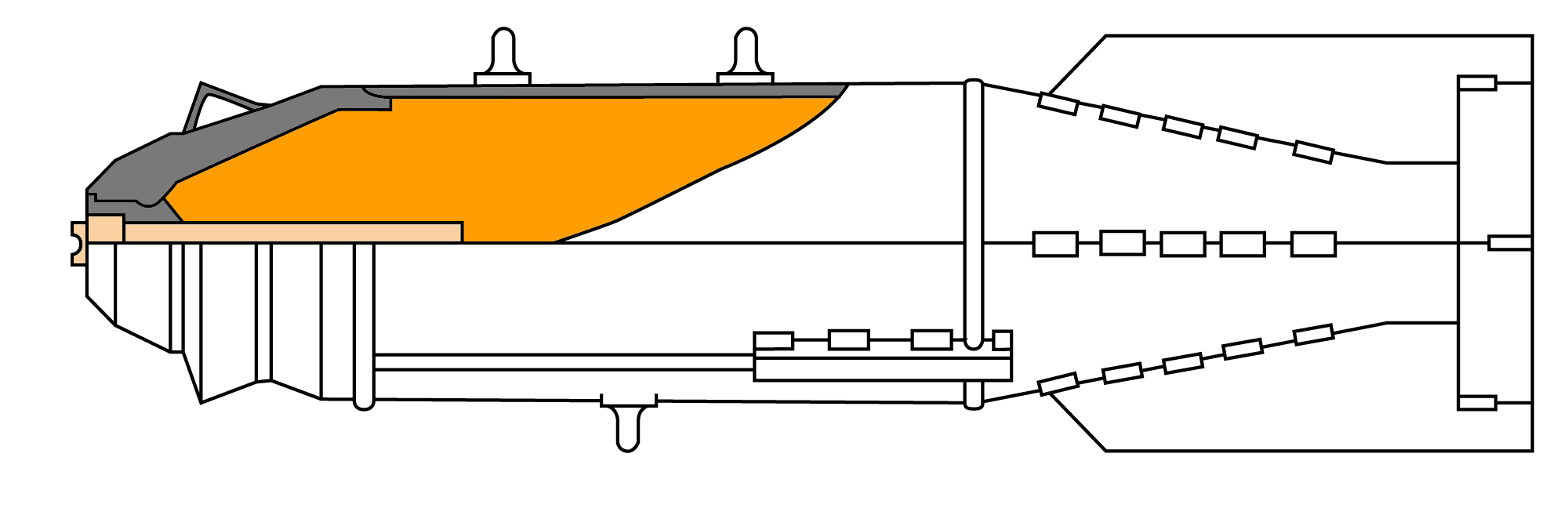
FAB mit kurzem Bombenkörper/mit stumpfer Spitze
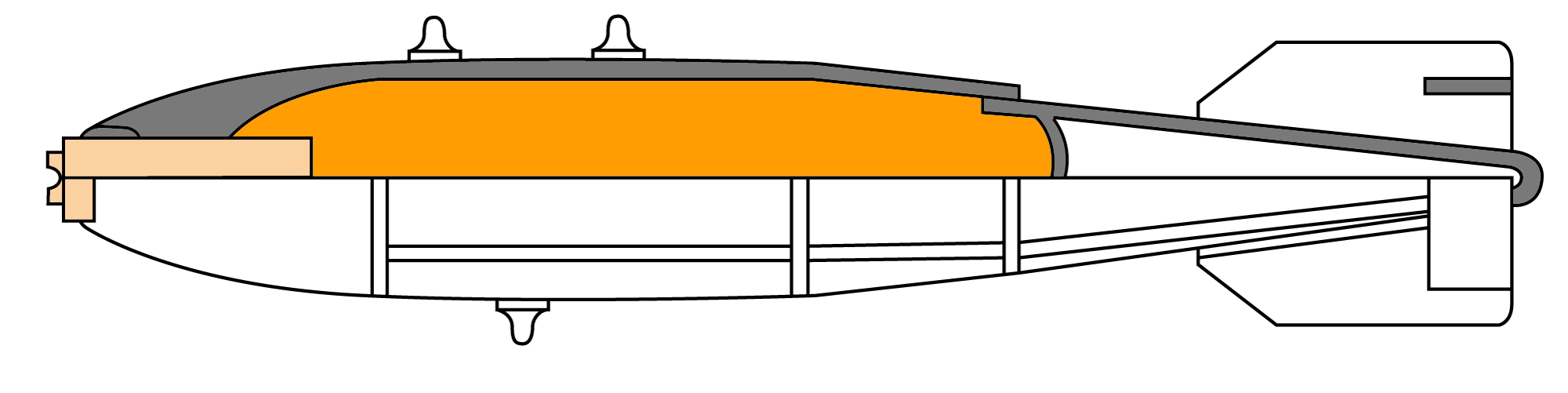
FAB mit langem Bombenkörper
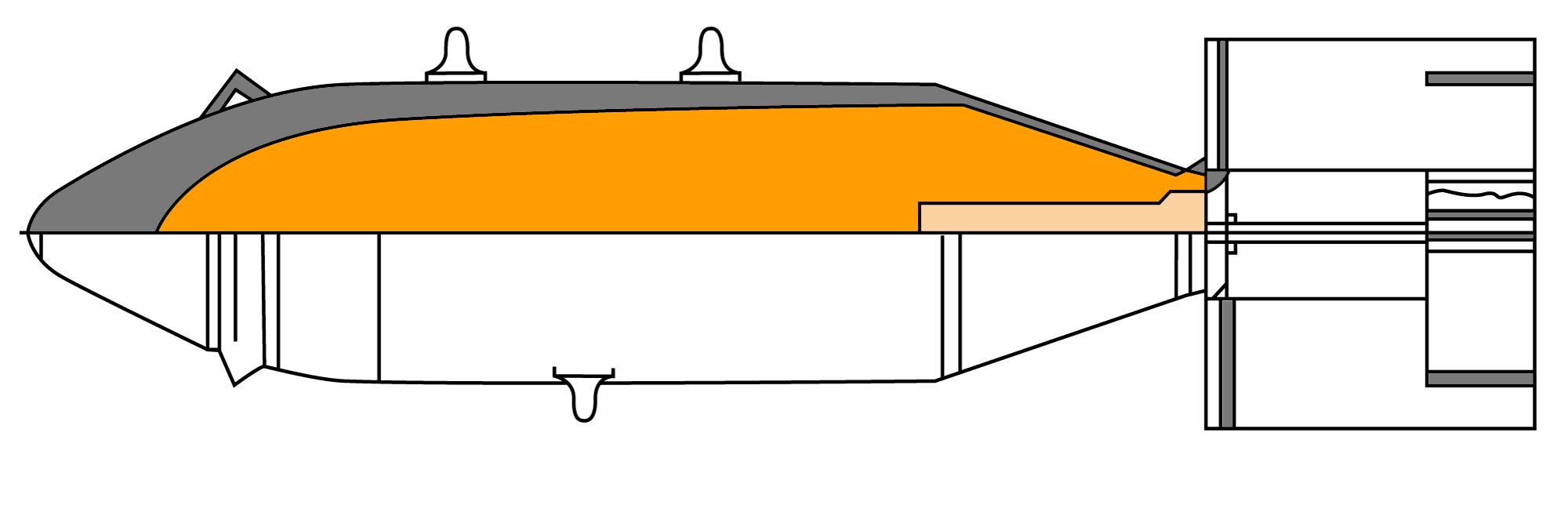
FAB dickwandig

Hochexplosive Fliegerbomben (FAB) wirken aufgrund der Explosion des Sprengstoffs. Dadurch kommt es zu einer Detonationswelle, Splitter durch Zertrümmerung des Bombenkörpers und starker Hitzeentwicklung. Als Mehrzweckbomben werden sie gegen verschiedene Hart- und Weichziele eingesetzt (Gebäude, Panzer, Infanterie). Die Masse des Sprengstoffs in der Bombe beträgt ungefähr 50 % ihres Gewichts. Die Bombe hat einen relativ starken Körper um in den Boden oder Bauwerke einzudringen. Moderne Mehrzweck-FABs wiegen 250 kg oder mehr.
Sie können verschiedene Formen haben:
- Тупоконечная (Stumpfe Spitze) – konzipiert für die effizienteste Platzierung im Rumpf. Abwurf bei nahezu und Unterschallgeschwindigkeit und in Höhen von bis zu 15–16 km.
- Большого удлинения (langem Bombenkörper) – sie haben einen stromlinienförmigen Kopfabschnitt, der hauptsächlich für Flugzeuge mit externer Aufhängung konzipiert ist, einschließlich Überschallflugzeugen. Sie haben weniger Luftwiderstand und sind stabiler.
- Толстостенные  (dickwandig) – konzipiert für den Einsatz gegen besonders harte Ziele (Bunker aus Stahlbeton, Start- und Landebahnen, Dämme). Solche Bomben zeichnen sich durch einen massiveren Kopfabschnitt, einen dickeren Körper und einen Heckzünder aus.

| Abkürzung       | Bild | Durchmesser (mm) | Länge (mm) | Gewicht (kg) | Explosive Masse (kg) | Bemerkungen                                |
| --------------- | ---- | ---------------- | ---------- | ------------ | -------------------- | ------------------------------------------ |
| ФАБ-50ЦК        |      | 219              | 936        | 60           | 25                   | Massiv geschmiedet                         |
| ФАБ-100         |      | 267              | 964        | 100          | 70                   |                                            |
| ФАБ-250         |      | 285              | 1589       | 250          | 99                   |                                            |
| ФАБ-250-М54     |      | 325              | 1795       | 268          | 97                   |                                            |
| ФАБ-250-М62     |      | 300              | 1924       | 227          | 100                  |                                            |
| ФАБ-250ТС       |      | 300              | 1500       | 256          | 61,4                 | dickwandig Panzerungsdurchdringung 1 m     |
| ФАБ-250ШЛ       |      | 235              | 1965       | 266          | 137                  | Angriff Oberflächenexplosion               |
| ФАБ-500         |      | 392              | 2142       | 500          | 213                  |                                            |
| ФАБ-500Т        |      | 400              | 2425       | 477          | 191                  | Hitzebeständig                             |
| ФАБ-500-M54     |      | 450              | 1790       | 528          | 201                  |                                            |
| ФАБ-500-M62     |      | 400              | 2425       | 500          | 200                  |                                            |
| ФАБ-500ШН       |      | 450              | 2190       | 513          | 221                  | Angriff Niedrige Höhe                      |
| ФАБ-500ШЛ       |      | 450              | 2220       | 515          | 221                  | Angriff Oberflächenexplosion               |
| ФАБ-1000        |      |                  |            |              |                      |                                            |
| ФАБ-1500        |      | 580              | 3000       | 1400         | 1200                 |                                            |
| ФАБ-1500Т       |      |                  |            | 1488         | 870                  | Hitzebeständig                             |
| ФАБ-1500-2500ТС |      |                  |            | 2151         | 436                  | dickwandig Panzerungsdurchdringung 2500 mm |
| ФАБ-1500-М54    |      |                  |            | 1550         | 675,6                |                                            |
| ФАБ-2000        |      |                  |            |              |                      |                                            |
| ФАБ-3000        |      |                  |            | 3067         | 1387                 |                                            |
| ФАБ-3000-М46    |      |                  |            | 3000         | 1400                 |                                            |
| ФАБ-3000-М54    |      |                  |            | 3067         | 1200                 |                                            |
| ФАБ-5000        |      | 642              | 3107       | 4900         | 2207                 |                                            |
| ФАБ-5000-М54    |      |                  |            | 5247         | 2210,6               |                                            |
| ФАБ-9000-М54    |      | 1200             | 5050       | 9407         | 4297                 |                                            |

### Hochexplosive Splitterbomben

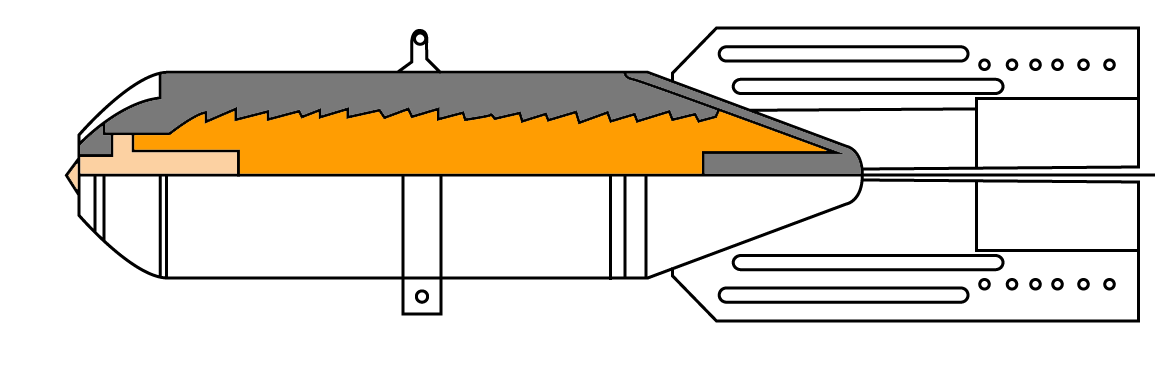
QuerschnittZünder Sprengstoff Hülle

Eine hochexplosive Splitterbombe ist eine ähnlicher einer hochexplosiven Bombe, allerdings mit einem geringeren Sprengstoffanteil von etwa 30–35 % und Konstruktionsmerkmalen um den Bombenkörper möglichst definiert in Splitter zu Zerkleinern, z. B. einer sägezahnförmigen Innenseite des Körpers oder einem System aus Längs- und Querrillen (bei älteren Modellen waren diese jedoch möglicherweise nicht vorhanden).
| Primäre Ziele                               |
| ------------------------------------------- |
| Militärisch oder Industrielle Einrichtungen |
| Kampffahrzeuge                              |
| Lebende Ziele                               |

| Abkürzung    | Bild | Durchmesser (mm) | Länge (mm) | Gewicht (kg) | Explosive Masse (kg) | Bemerkungen                       |
| ------------ | ---- | ---------------- | ---------- | ------------ | -------------------- | --------------------------------- |
| ОФАБ-100-120 |      | 273              | 1300       | 133          | 42                   |                                   |
| ОФАБ-250Т    |      | 300              | 2050       | 239          | 92                   | Hitzebeständig                    |
| ОФАБ-250ШЛ   |      | 325              | 1991       | 266          | 92                   | Angriff Oberflächenexplosion      |
| ОФАБ-250-270 |      | 325              | 1456       | 266          | 97                   |                                   |
| ОФАБ-250ШН   |      | 325              | 1966       | 268          | 93                   | Angriff Niedrige Höhe             |
| ОФАБ-500У    |      | 400              | 2300       | 515          | 159                  | Universell                        |
| ОФАБ-500ШР   |      | 450              | 2500       | 509          | 125                  | Angriff mit mehreren Sprengköpfen |

### Betondurchdringende Bomben
Eine betondurchschlagende Fliegerbombe wurde für die effektive Zerstörung von verstärkten Betonunterständen und Start- und Landebahnen entwickelt. Strukturell werden sie in zwei Typen unterteilt:
- Freier Fall – für Bombenabwürfe aus großer Höhe konzipiert. Strukturell ähnlich dickwandigen Sprengbomben.
- Mit Fallschirm und Raketenbeschleuniger – für Bombenabwürfe aus beliebigen (auch niedrigen) Höhen konzipiert. Durch den Fallschirm neigt sich die Bombe um 60°, der Fallschirm wird gelöst und der Raketenbeschleuniger eingeschaltet.

| Abkürzung   | Bild | Durchmesser (mm) | Länge (mm) | Gewicht (kg) | Explosive Masse (kg) | Bemerkungen                   |
| ----------- | ---- | ---------------- | ---------- | ------------ | -------------------- | ----------------------------- |
| БетАБ-500   |      | 350              | 2200       | 477          | 76                   |                               |
| БетАБ-500ШП |      | 325              | 2500       | 380          | 77                   | Angriff mit Jet-Beschleuniger |
| БетАБ-500У  |      | 450              | 2480       | 510          | 45                   |                               |

### Wasserbomben
Mit Wasserbomben werden U-Boote angegriffen. Sie können verschiedene Designs haben. Bomben mit großem Kaliber haben normalerweise eine berührungslose (hydroakustische, barometrische, ferngesteuerte oder häufiger kombinierte) Zündung und treffen das Ziel mit einer hochexplosiven Wirkung (hydrodynamischer Schock) aus der Ferne.
| Abkürzung       | Bild | Durchmesser (mm) | Länge (mm) | Gewicht (kg) | Explosive Masse (kg) | Bemerkungen           |
| --------------- | ---- | ---------------- | ---------- | ------------ | -------------------- | --------------------- |
| ПЛАБ-250-120    |      | 240              | 1500       | 123          | 61                   |                       |
| PLAB 5F48 Skalp |      |                  |            |              |                      | Unterwasser-Atombombe |

### Brand- und Aerosolbomben

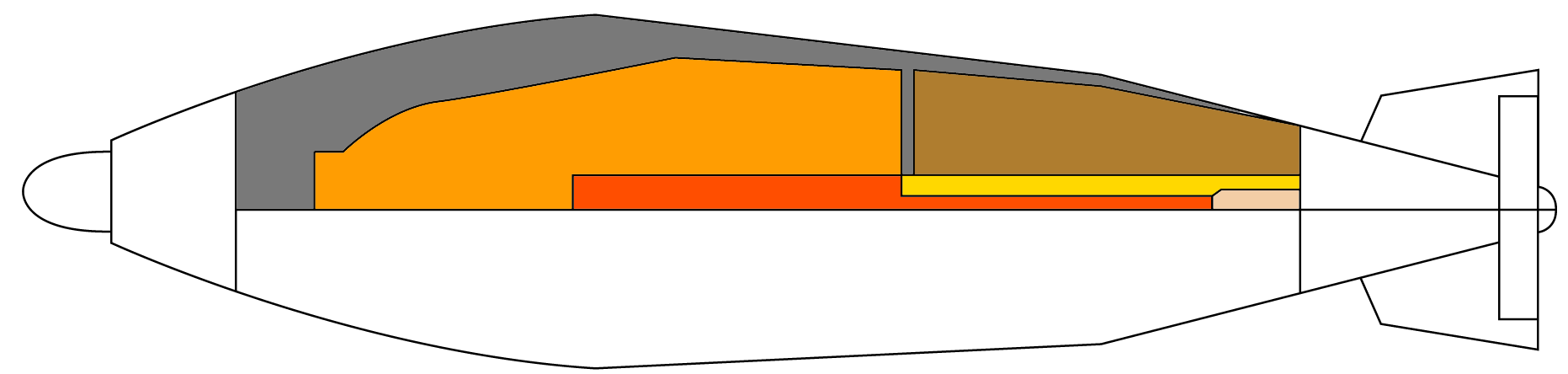
Brandbombe ZünderSprengstoffSprengladungPatrone mit PhosphorBrandmischungHülle

Brandbomben wurden entwickelt, um Arbeitskräfte und militärische Ausrüstung mit Feuer zu zerstören. Die Masse von Brandbomben überschreitet 500 kg nicht. Strukturell werden Brandbomben in zwei Typen unterteilt:
- mit pyrotechnischer Brandmischung – wird in allen Bomben mit einem Gewicht von weniger als 100 kg und in einigen mit einem Kaliber von mehr als 100 verwendet. Die pyrotechnische Mischung besteht normalerweise aus Thermit mit einem Bindemittel. Der Körper besteht normalerweise aus dem brennbaren Metall Elektron (einer Legierung aus Aluminium und Magnesium).
- mit einer viskosen Brandmischung – wird für Bomben mit einer Masse von 100 bis 500 kg verwendet. Eine Brandmischung besteht aus organischen brennbaren Substanzen, die mit speziellen Substanzen (Naturkautschuk, Natriumsilicate, Polystyrol) bis zu einem viskosen Zustand verdickt werden (siehe auch Napalm). Die Brandmischung im verdickten Zustand wird während einer Explosion in große Stücke zerstreut, die mehrere Minuten lang bei einer Temperatur von etwa 1000 °C brennen. Zum Design der Bombe gehört auch eine Patrone mit Phosphor und einer kleinen Sprengladung; Nach der Detonation entzündet sich der Phosphor an der Luft selbst und entzündet das Brandgemisch.

Hochexplosive Brandbomben sind eine Kombination aus hochexplosiver Bombe und Brandbombe in einem Körper. Wenn eine Bombe detoniert, detoniert zuerst der Brandteil und dann der hochexplosive Teil.
Bei Brandtanks handelt es sich um Brandbomben in einem dünnwandigen Gehäuse ohne Stabilisator und ohne Sprengladung. Die Zerstreuung und Zerkleinerung erfolgt durch einen hydraulischen Stoß, der beim Auftreffen auf ein Hindernis auftritt. Sie können nur aus geringer Höhe effektiv eingesetzt werden

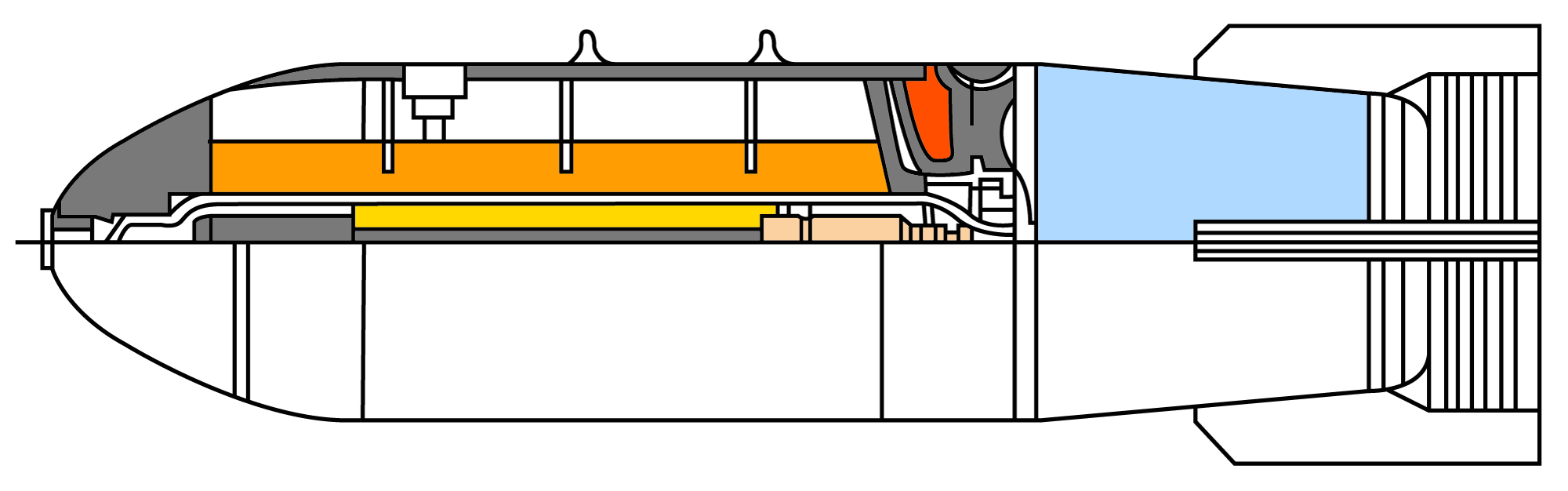
Aerosolbombe Zündererste LadungSprengstoffZweite LadungHülleBehälter mit Fallschirm

Eine Aerosolbombe bietet eine größere Wirkung gegen Personen und gefährdete Ausrüstung (auch in offenen Unterständen) als FAB. Beim Auftreffen auf ein Hindernis wird die Sprengladung aktiviert, der Körper wird zerstört und der Kraftstoff wird in der Luft verteilt. Er verdampft und bildet, vermischt mit Luft, eine Wolke aus Luft-Kraftstoff-Gemisch. Nach der für die Bildung einer ausreichend großen Wolke erforderlichen Zeit entzündet die sekundäre Sprengladung das Luft-Kraftstoff-Gemisch
| Abkürzung   | Bild | Durchmesser (mm) | Länge (mm) | Gewicht (kg) | Explosive Masse (kg) | Bemerkungen |
| ----------- | ---- | ---------------- | ---------- | ------------ | -------------------- | ----------- |
| ЗАБ-100-105 |      | 273              | 1065       | 160,9        | 28,5                 |             |
| ЗАБ-250-200 |      | 325              | 1500       | 202          | 60                   |             |
| ЗБ-500ШМ    |      | 500              | 2500       | 317          | 260                  |             |
| ЗБ-500ГД    |      | 500              | 2500       | 270–340      | 218–290              |             |
| ФЗАБ-500М   |      | 400              | 2500       | 500          | 86 + 49              |             |
| ФЗАБ-500    |      | 450              | 2500       | 500          | 250                  |             |
| ОДАБ-500ПМ  |      | 500              | 2280       | 520          | 193                  |             |
| АВБПМ       |      |                  |            |              | 7100                 |             |

### Streubomben
- RBK mit Treibspiegel
ZünderBombletsTreibspiegelZentralrohrAusstoßladung
- RBK mit Zentralzündungs-Ausstoßladung (RBK-250 ZAB2.5M)
ZünderBombletsZentralrohr mit AusstoßladungHülle

RBK sind dünnwandige Abwurfbehälter, welche Submunition-Bomblets (bis 20 kg) enthalten. Die Bezeichnung besteht aus einer Abkürzung und der Art der Ausrüstung. Einige RBKs sind mit einer abnehmbaren Verkleidung ausgestattet, die es ermöglicht, diese an einer Außenlast-Aufhängung wie auch in einem internen Waffenschacht zu installieren. Basierend auf der Methode zum Zerstreuen der Submunition werden RBKs in zwei Typen unterteilt:

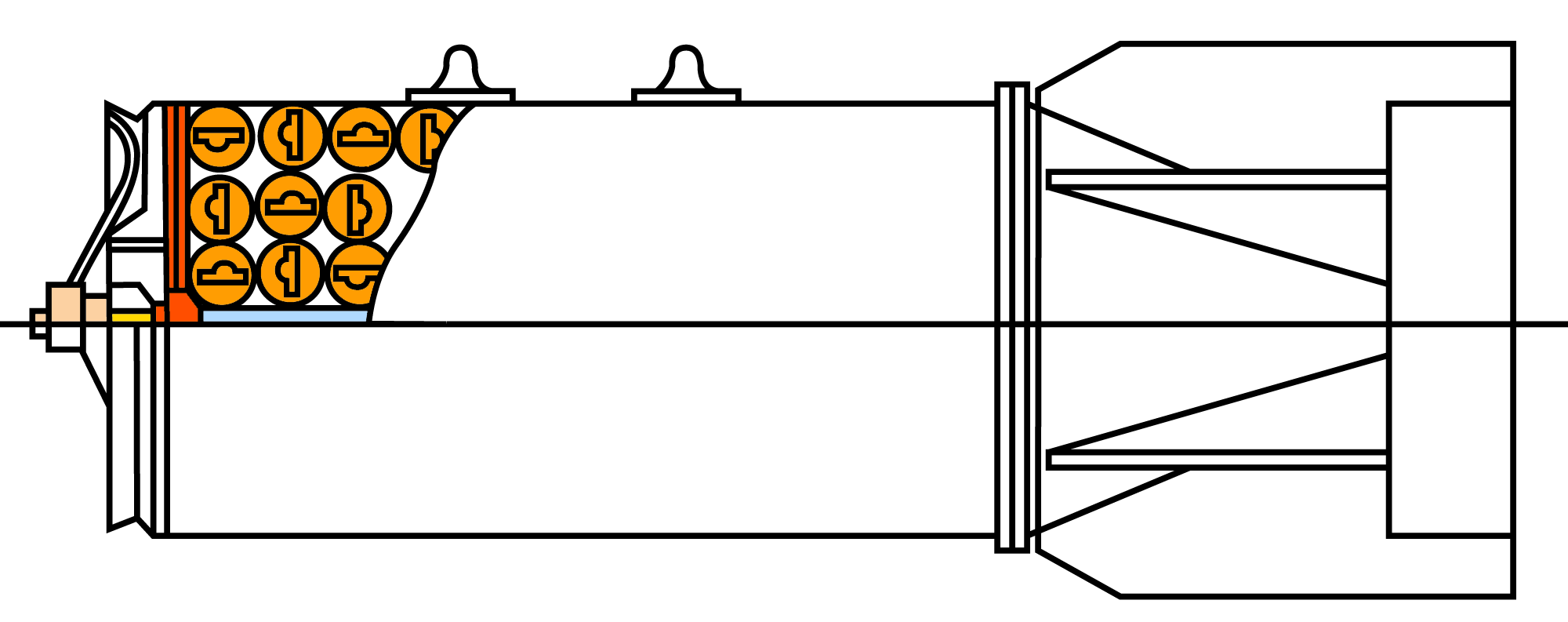
mit Treibspiegel – Der Abwurfbehälter hat im Kopf eine Ausstoßladung, welche von einem Zünder in der Luft ausgelöst wird. Die Detonation der der Ausstoßladung drückt einen Treibspiegel in Richtung Heck. An dem Treibspiegel ist ein Zentralrohr befestigt und dieses drückt dann im Inneren des Abwurfbehälters auf den Heckkegel. Der Heckkegel trennt sich in einer Sollbruchstelle vom restlichen Behälterkörper. Der Treibspiegel drückt dann die Bomblets aus dem Inneren über das nun offene Heck.
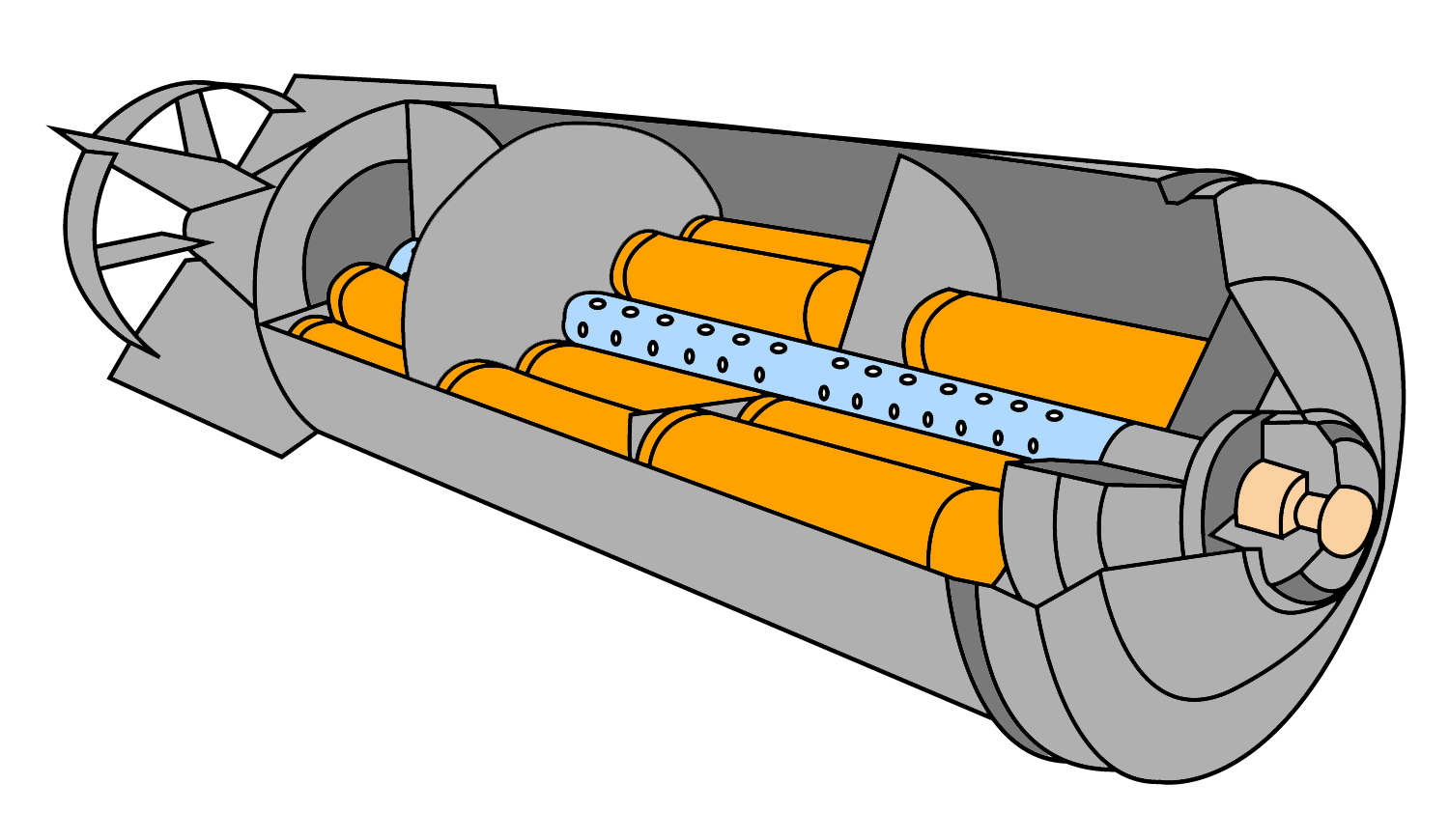
mit zentraler Ausstoßladung – Der Abwurfbehälter hat ein zentrales perforiertes Rohr mit einer Ausstoßladung, der Behälterkörper hat seitlichen Sollbruchstellen. Wenn der Zünder die Ausstoßladung auslöst, entsteht eine Druckwelle, welche den Behälterkörper zerreißt und die Bomblets zerstreut. Dadurch wird eine größere Streufläche erreicht.

KMGU sind wiederbefüllbare Behälter, welche mit BKF-Kasseten befüllt werden. In den BKFs befinden sich die Bomblets. Während des Kampfeinsatzes befindet sich die KMGU selbst an der Waffenaufhängung des Flugzeugs und wird nicht abgeworfen (obwohl sie im Notfall gewaltsam abgeworfen werden kann). Strukturell ist die KMGU ein stromlinienförmiger Körper mit gesteuerten Klappen, Fächern zum Aufhängen der BKFs und einer Steuerung des Intervalls zum Abwerfen der BKFs.

### Streubomben-Submunition
Als Submunition (Bomblets) von Streubomben werden Bomben mit relativ kleinem Kaliber verwendet. Aufgrund der Besonderheiten ihrer Verwendung gibt es neben den oben beschriebenen Bombentypen auch Spezialbomben, die derzeit hauptsächlich nur in Streubomben verwendet werden.
Splitterbomben (Luftwaffen-Splitterbombe, Kugelsplitterbombe) sind Fliegerbomben, deren Hauptwirkung Splitter des Rumpfes sind. Das Kaliber der Bomben reicht von 0,5 bis 50 kg. Sie sind für die Bekämpfung von Personen sowie nicht und leicht gepanzerten Fahrzeugen (Weichziele) konzipiert. Alte Fliegerbomben haben einen zylindrischen Körper mit einem starren Stabilisator, der für unregelmäßige Zerstörung sorgt; moderne Bomben haben eine kugelförmige oder halbkugelförmige Konstruktion, einen klappbaren Stabilisator, aerodynamische Vorrichtungen, Kerben für die geordnete Zerstörung des Körpers oder vorgefertigte Schlagelemente. Dabei unterscheidet man in:
- Bomben mit vorgefertigten Splittern bestehen aus zwei Halbkugeln, die mit Stahlkugeln verstärkt sind. Im Inneren der Hülle befinden sich eine Sprengladung und ein Kontaktzünder.
- Bomben mit Kerben haben zusätzlich einen verzögerten Zünder. Beim Auftreffen auf ein Hindernis wird eine solche Bombe in zwei Teile geteilt und detoniert nach einer Zeit, die sie zum Aufsteigen über mehrere Meter benötigt.

Panzerabwehrbomben werden gegen gepanzerte Objekte verwendet. Die Zerstörungswirkung ist ein kumulativer Metallstrahl, der durch die Explosion einer Hohlladung im Inneren des Bombenkörpers gebildet wird. Außerdem erzeugt der Bombenkörper bei der Detonation Splitter, die Personen und ungepanzerte Fahrzeuge treffen können. Damit der kumulative Strahl wirksam ist, muss die Explosion in einem kleinen Abstand, die als Brennweite bezeichnet wird, zum Ziel erfolgen. Ältere Bomben haben einen Kopf- oder Bodenzünder. Moderne Bomben haben einen eingebauten Zünder mit Zielsensor.
| Abkürzung          | Bild | Durchmesser (mm) | Länge (mm) | Gewicht (kg) | Anzahl Teile | Explosive Masse (kg) | Bemerkungen                                 |
| ------------------ | ---- | ---------------- | ---------- | ------------ | ------------ | -------------------- | ------------------------------------------- |
| РБК-500У ОФАБ-50УД |      | 450              | 2500       | 520          | 10           | 50                   | hochexplosive Splitterbombe Universell      |
| РБК-500 АО-2,5РТМ  |      | 450              | 2500       | 504          | 108          | 2,5                  | Splitterbombe                               |
| РБК-500 ОАБ-2,5РТМ |      | 450              | 2500       | 500          | 126          | 2,5                  | Splitterbombe                               |
| РБК-500 БетАБ      |      | 450              | 2500       | 525          | 12           |                      | Betonsprengbombe                            |
| РБК-500У БетАБ-М   |      | 450              | 2495       | 480          | 10           |                      | Betonsprengbombe Universell                 |
| РБК-500 ПТАБ-1М    |      | 450              | 1954       | 427          | 268          |                      | Panzerabwehrbombe Hohlladung                |
| РБК-500У ПТАБ      |      | 450              | 2500       | 520          | 352          |                      | Panzerabwehrbombe Hohlladung Universell     |
| РБК-500У СПБЭ-Д    |      | 450              | 2485       | 500          | 15           |                      | selbstzielende Panzerabwehrbombe Universell |
| РБК-250 ЗАБ-2,5М   |      | 325              | 1492       | 195          | 48           | 2,5                  | Brandbombe                                  |
| РБК-500 ЗАБ-2,5СМ  |      | 450              | 1954       | 480          | 297          | 2,5                  | Brandbombe                                  |
| РБК-100 ПЛАБ-10К   |      | 240              | 1585       | 125          | 6            | 10                   | U-Boot-Abwehrbombe                          |

## Kennzeichnungen
| Art                                 | Ring um Körper | Ring um Spitze | Farbe der Spitze |
| ----------------------------------- | -------------- | -------------- | ---------------- |
| Panzerbomben                        | rot            | gelb           | Feldgrau         |
| Mehrzweckbomben                     | blau           | Feldgrau       |                  |
| Elektron-Thermit                    | blau           | ohne           | goldgelb         |
| Leuchtbombe                         | weiß           | ohne           | weiß             |
| Kampfstoffbombe mit Aufschlagzünder | grün           | ohne           | grün             |
| Kampfstoffbombe mit Zeitzünder      | grün           | ohne           | rot              |
| Nebelbombe                          | grün           | ohne           | weiß             |
| Kampfstoffbrandsplitterbombe        | blau           | grün           | goldgelb         |
| Übungsbombe                         | weiß           | ohne           | rot              |
| Zementbombe                         | ohne           | ohne           | ohne             |

Mitte der 1940er Jahre waren folgende Bezeichnungen an den Bomben angebracht:
Am Bombenkörper:
- Kaliber (z. B. 1000)
- Zündertyp (z. B. AM-B)
- Art des Sprengstoffs (z. B. TNT)
- Detonatoren eingesetzt (detonatory wloscheny)

Am Leitwerk:
- Lieferungsjahr (z. B. 1939)
- Lieferungsnummer (z. B. 101/82)
- Nummer der Munitionsfabrik (z. B. sawod 97 = Werk 97)